# Berberis ahrendtii
Berberis ahrendtii är en berberisväxtart som beskrevs av R.Raghavendra Rao och B.P. Uniyal. Berberis ahrendtii ingår i släktet berberisar, och familjen berberisväxter. Inga underarter finns listade i Catalogue of Life.